# Salamun Mali
Salamun Mali (Salamon 1) je nenaseljeni otočić uz zapadnu obalu Istre, dio Vrsarskog otočja.
Površina otoka je 24.587 m2, duljina obalne crte 590 m, a visina 14 metara.
Prema Zakonu o otocima, a glede demografskog stanja i gospodarske razvijenosti, Salamun je svrstan u "male, povremeno nastanjene i nenastanjene otoke i otočiće" za koje se donosi programe održivog razvitka otoka.
U Državnom programu zaštite i korištenja malih, povremeno nastanjenih i nenastanjenih otoka i okolnog mora Ministarstva regionalnoga razvoja i fondova Europske unije, svrstan je pod male otoćiće. Pripada općini Vrsar.

## Vanjske poveznice
|  | Zajednički poslužitelj ima još gradiva o temi Salamun Mali |